# Dipartimento della Polizia metropolitana di Tokyo

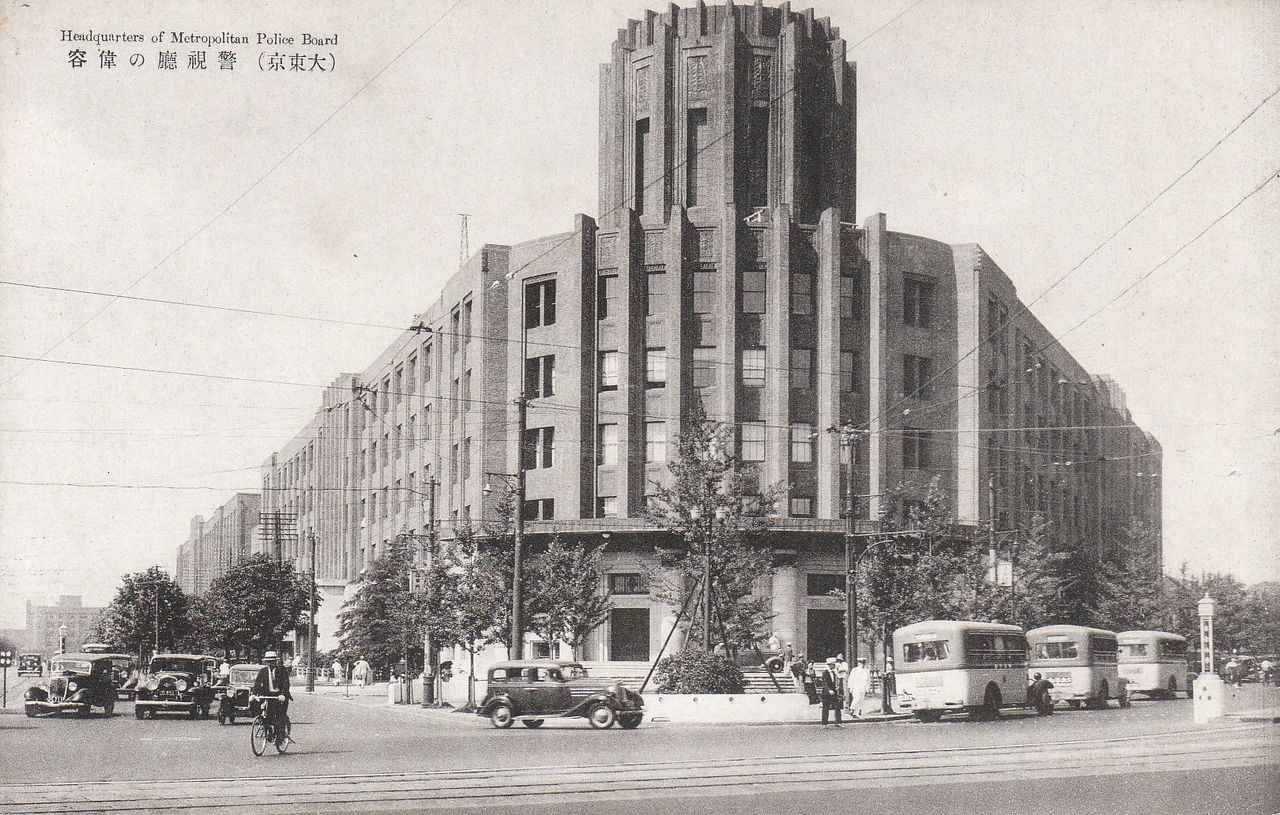
Il quartier generale della polizia metropolitana di Tokyo nel 1931.

Il Dipartimento della Polizia metropolitana di Tokyo (警視庁?, Keishichō), conosciuto anche con la denominazione inglese Tokyo Metropolitan Police Department (TMPD), costituisce la forza di polizia della metropoli di Tokyo. Fondato nel 1874, durante il rinnovamento Meiji, è guidato da un Sovrintendente generale, che è nominato dalla Commissione nazionale per la pubblica sicurezza e approvato dal Primo ministro.
La Polizia metropolitana, con uno staff di più di 43.000 agenti di polizia e oltre 2.800 impiegati civili, gestisce 102 stazioni nella prefettura.
L'edificio principale del Dipartimento della Polizia metropolitana di Tokyo si trova nel quartiere di Kasumigaseki, nel centro di Tokyo. Costruito nel 1980, è alto 18 piani ed è un grande edificio a forma di cuneo con una torre cilindrica, facilmente visibile dalla strada e un ben noto punto di riferimento.

## Organizzazione
Il Dipartimento della Polizia metropolitana è sotto il comando di un Sovrintendente generale e riferisce direttamente alla Commissione metropolitana per la pubblica sicurezza di Tokyo.
Il DPM comanda i seguenti uffici:
- Ufficio dell'amministrazione (総務部)
- Ufficio del personale e della formazione (警務部)
- Ufficio del traffico (交通部)
- Ufficio degli affari di polizia della comunità (地域部)
- Ufficio di sicurezza (警備部)
- Ufficio di pubblica sicurezza (公安部)
- Ufficio per le indagini criminali (刑事部)
- Ufficio per la sicurezza della comunità (生活安全部)
- Ufficio per il controllo del crimine organizzato (組織犯罪対策部)

Il DPM ha anche la sua accademia, l'Accademia del Dipartimento della Polizia metropolitana.
Ogni quartier generale distrettuale comanda parecchie stazioni di polizia. Ciascuna stazione include le seguenti sezioni:
- Sezione dell'amministrazione
- Sezione del traffico
- Sezione di sicurezza
- Sezione per gli affari della comunità
- Sezione per le indagini criminali
- Sezione per la sicurezza della comunità
- Sezione per il controllo del crimine organizzato

## Gradi e mostrine
- Sovrintendente generale (quattro stelle d'oro)
- Commissario anziano (distintivo con serti d'oro con tre strisce d'oro)
- Commissario (distintivo con serti d'oro con due strisce d'oro)
- Assistente commissario (distintivo con serti d'oro con una striscia d'oro)
- Sovrintendente (distintivo d'argento con serti d'oro con tre strisce d'oro)
- Ispettore capo (distintivo d'argento con serti d'oro con due strisce d'oro)
- Ispettore (distintivo d'argento con serti d'oro con una striscia d'oro)
- Sergente (distintivo d'argento con serti d'argento con tre strisce d'oro)
- Agente di polizia anziano (distintivo d'argento con serti d'argento con due strisce d'oro)
- Agente di polizia (distintivo d'argento con serti d'argento con una striscia d'oro)[2]

## Personale ed attrezzature
Il DPM ha aveva le seguenti dotazioni al 1º aprile 2014:
- 43.351 agenti di polizia
- 2.841 impiegati civili
- 3.095 agenti a tempo parziale
- 1.263 auto di pattuglia
- 960 motocicli
- 22 barche di polizia
- 14 elicotteri (inclusi il Bell 412, l'Airbus Helicopters AS365 Dauphin, l'AgustaWestland AW101 e l'AgustaWestland AW139)
- 40 cani poliziotti
- 15 cavalli

## Stazioni
Il DPM aveva le seguenti stazioni al 1º aprile 2014:
- 102 stazioni di polizia
- 826 kōban
- 258 sottostazioni (kōban residenziali)
- 83 centri per la sicurezza delle comunità

## Galleria d'immagini

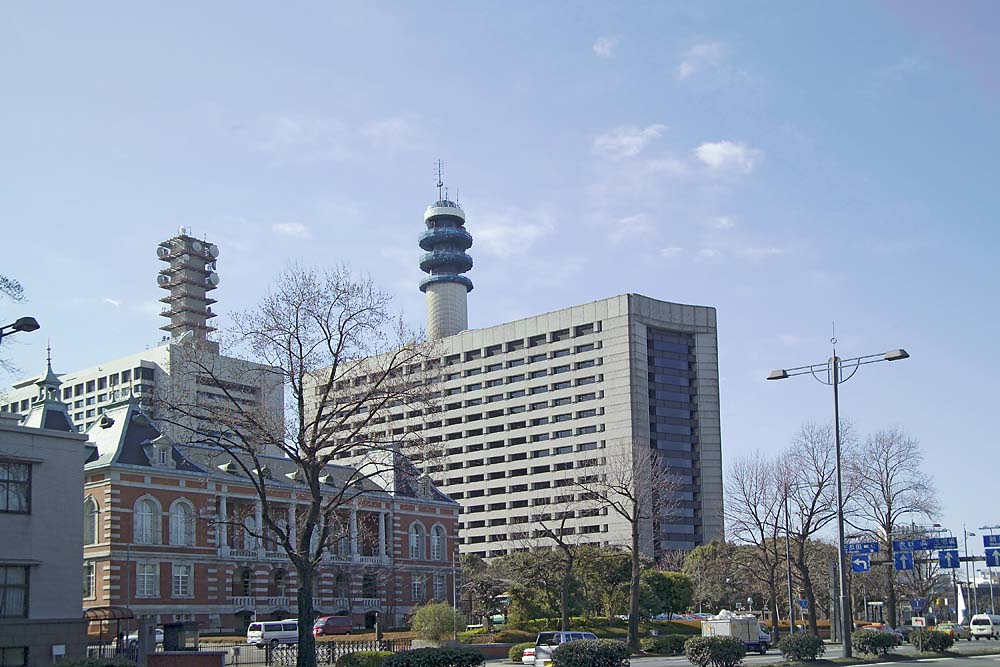
Il quartier generale della polizia metropolitana.
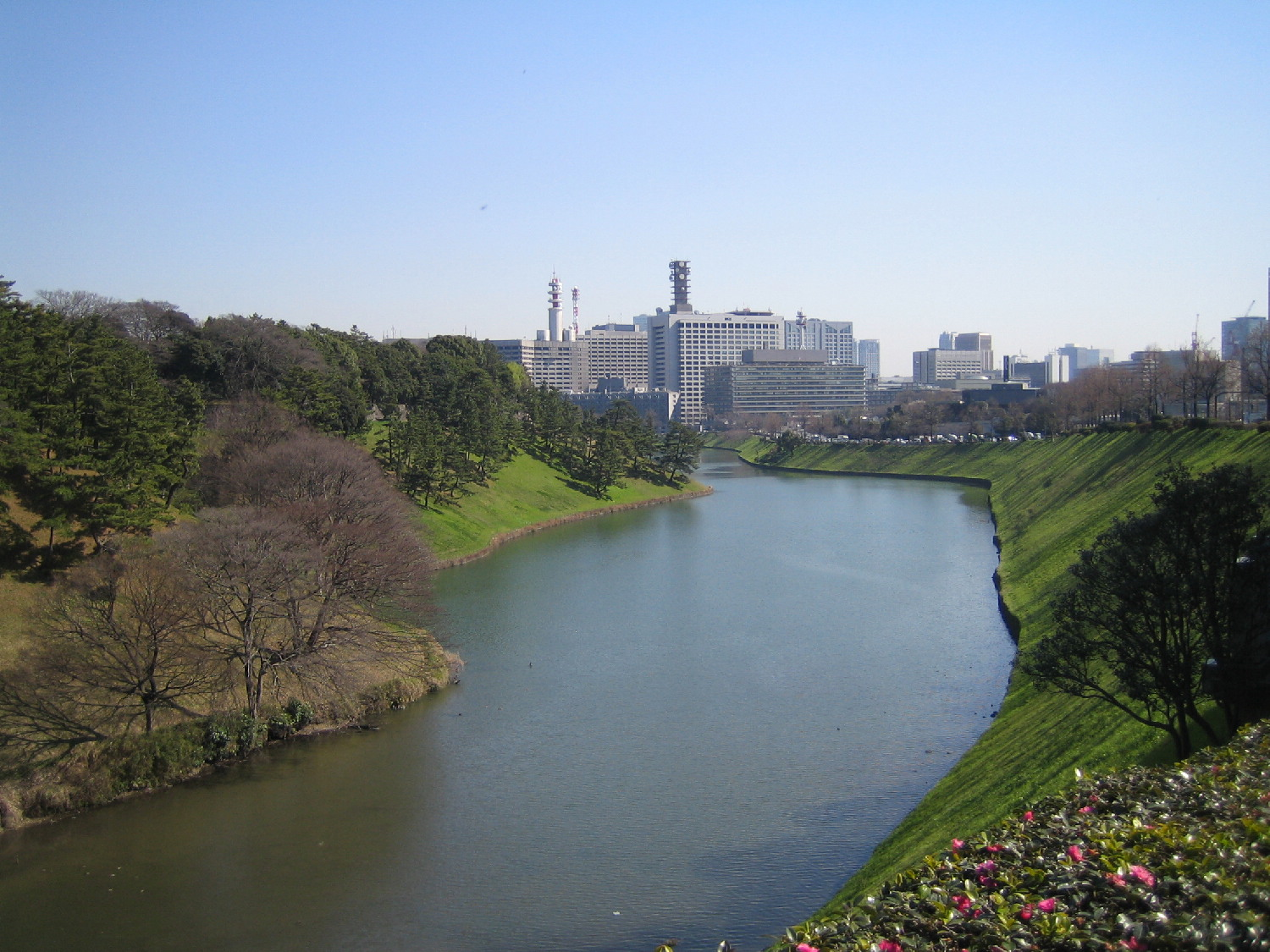
Il quartier generale della polizia metropolitana visto dal Palazzo imperiale.
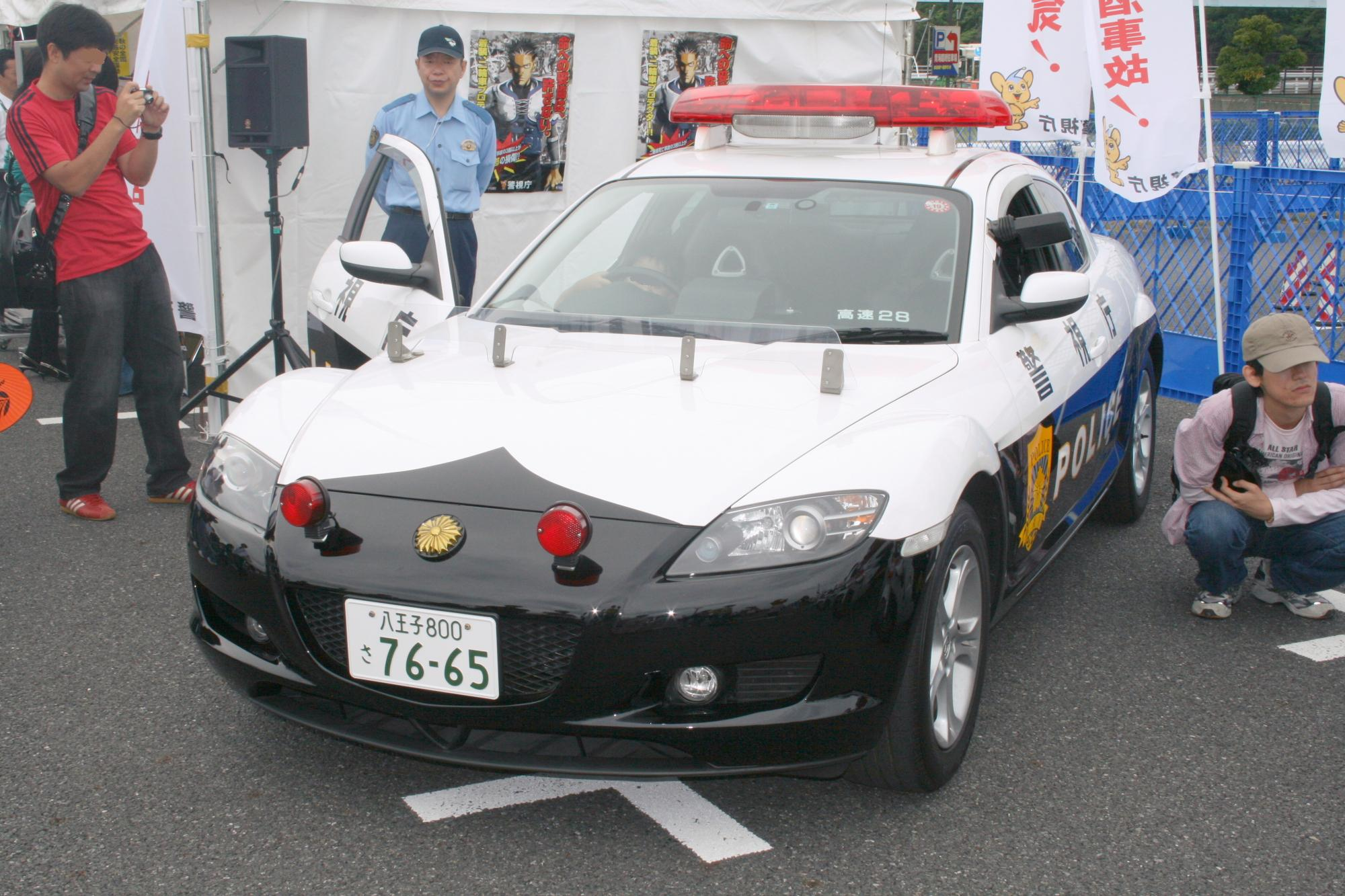
Mazda RX-8
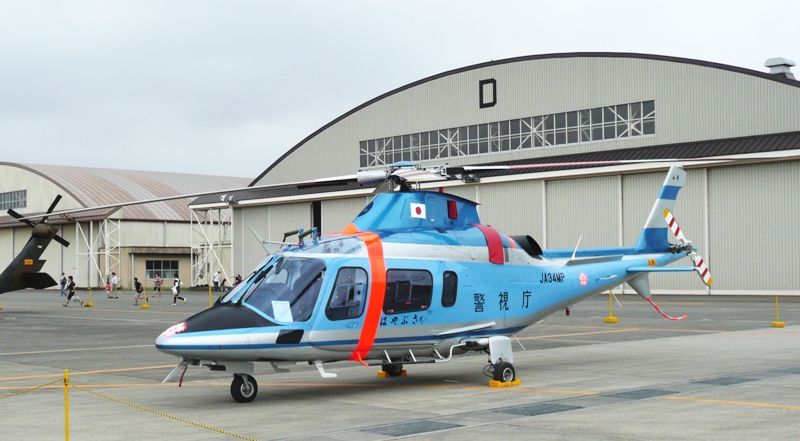
Elicottero Hayabusa (AgustaWestland AW109E, JA34MP).
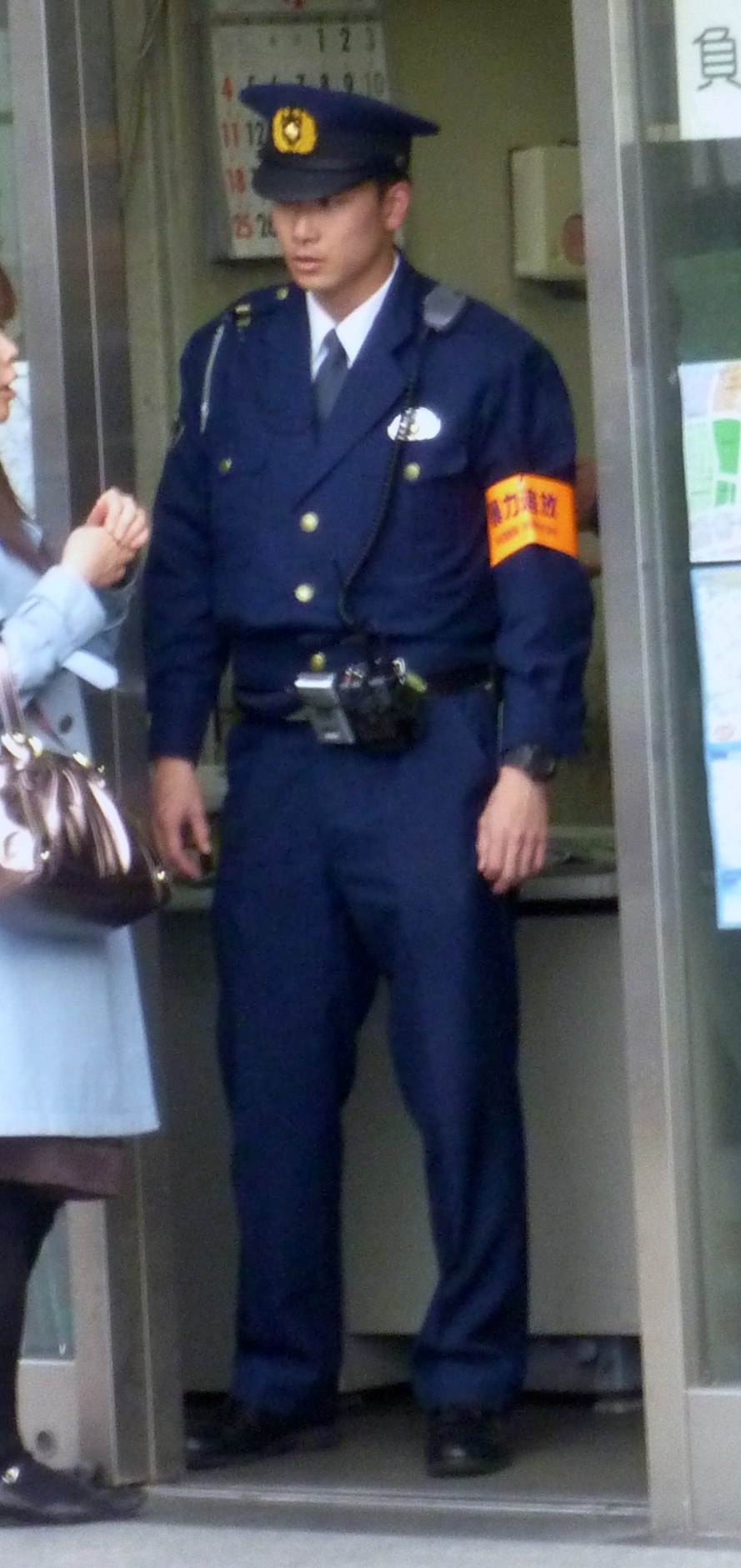
Uniforme
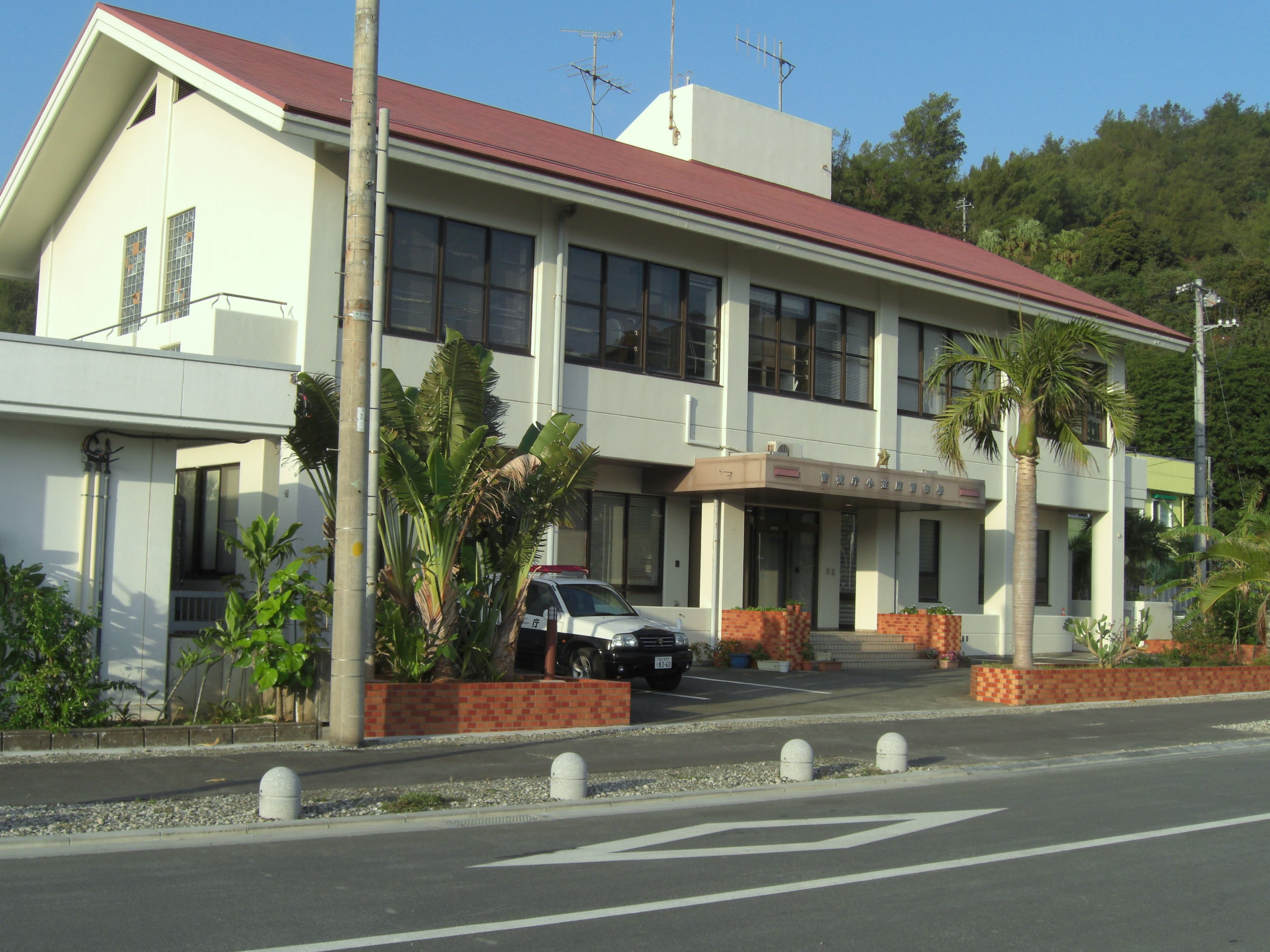
La stazione della polizia metropolitana di Tokyo a Ogasawara, a circa 1.000 km di distanza[4] dal quartier generale.